# 壘壁陣三
垒壁阵三（γ Cap / 摩羯座γ）是摩羯座的巨星。其俗名Nashira来自阿拉伯语نشرة ，意为“捷报者”。由于靠近黄道，垒壁阵三可能被月亮和行星（很少）遮挡。垒壁阵三是蓝-白A型（A7III）巨星，标准视亮度为+3.69，离地球大约139光年。它是猎犬座α²变星，亮度变化0.03星等。